# Szendrey Imre
Szendrey Imre, Szendrei (Karcag, 1866. február 11. – 1942. június 23.) rajztanár, újságíró, lapszerkesztő, helytörténész.

## Élete
Szülei Szendrei Imre és Sárosi Borbála. Festőnek készült, majd tanári pályára lépett. Többek között Tiszapüspökin segédtanító volt, 1892-ben Kiskunfélegyházán tanított, majd 9 éven át a komáromi polgári iskola, illetve 1907-től a községi elemi iskola tanára volt, majd 1913-tól ismét a polgári fiúiskolában is tanított. 1900-tól az újraalakult Komárom vármegyei és városi Muzeum-egyesület történelmi tárának (osztály) őre lett, amiről 1903-ban lemondott. Helyére Alapy Gyula került. Az egyesület évkönyveibe illusztrációkat is készített. A Komáromvármegyei Általános Tanítótestület főjegyzője volt. A csehszlovák államfordulatot követően 1920. december 30-án a Magyar Tanító szerkesztőbizottsági tagja lett, s az első lapszám szerkesztője volt. 1929-ben nyugalomba vonult.
Részt vett Herman Ottó és Jankó János a "magyar házzal" kapcsolatos sajtóvitájában.
A Magyar Újságírók Szövetsége és a A Komárom Vármegyei és Városi Muzeum-Egyesület tagja, később a Jókai Egyesület irodalmi osztályának tagja volt. Egy rajza Kátay Gáborról megtalálható a karcagi Nagykun Múzeum gyűjteményében is.
1904. június 28-án Budapesten feleségül vette Iranovszky Auguszta Klára Jankát.

## Művei
Sokoldalú szépirodalmi, történeti és művészettörténeti irodalmi tevékenységet fejtett ki. Írásai többek között a Vasárnapi Ujságban, 1888-ban a Szatmár és vidékében, az Országvilágban, a Fővárosi Lapokban, a Képes Családi Lapokban, a Művészetben és a Budapesti Hírlapban jelentek meg. Szerkesztette különböző időkben a Nagy-Kunság, Bohó Miska, Szabadkai Közlöny, Félegyházi Hirlap (1892 novemberéig), Újvári Hiradó, Komáromi Lapok, a Tanügyi Értesítő (1901-1905) és Az iskola című újságokat.
- 1887 Zádor és Ágota. Régi Kun történet a XI. századból. Karcag
- 1887 Megyénk tanügyi monographiája. Jász-Nagy-Kún-Szolnok 1887/11
- 1892 A szabadságharcz amazona: Zábráczki Gulyás Gyula, valódi nevén Gulyás Julia.[16] Tisza-Füred és Vidéke 1892/8
- 1898 A rév-komáromi ev. ref. főiskola története (1606-1898). Komárom (a Limesben újraközölték 1994-ben)
- 1899 Krónika a nép ajkán. Csokonai kulacsa. Budapesti Hírlap 1899. április 2.
- 1899 Csokonai Lillája. Nagy-Kúnság 1899/28-32
- 1900 Csokonai Lillája. A Komárom Vármegyei és Városi Muzeum-Egyesület értesítője (Komáromi Lapok 22/45)
- 1900 Történeti emlékeink. A Komárom Vármegyei és Városi Muzeum-Egyesület értesítője
- 1900 A magyar ház. Budapesti Hirlap 1900/37
- 1902 A magyar ház fejlődése. Művészet I, 255-267.
- 1902 Csokonai Lillája. Nagy-Kúnság 1902/7
- 1903 A jászkunok kétszázéves pere. Budapesti Hírlap 1903 január 18.
- 1906 Protestáns családi naptár 3. 1907[17]
- 1907 Közoktatásügy. In: Magyarország vármegyéi és városai – Komárom vármegye és Komárom
- 1912 A komáromi benczések – Visszapillantás, száz esztendőre. Tata-Tóvárosi Hiradó 44.
- A magyar ház és stilus története
- Jászkún redempció
- A jászkúnok története
- Zádor és Ágota
- Ezeréves Komárom